# 衝鋒隊：怒火街頭
《衝鋒隊：怒火街頭》是一部香港警匪動作片，由陳木勝執導，馬玉成任動作設計，劉青雲、陳小春、李綺虹、張達明領銜主演，於1996年7月25日上映。

## 故事大綱
重案組沙展朱華標（劉青雲 飾）因上司關Sir（吳廷燁 飾）公報私仇而毆打上司，因而受到處分並被調往衝鋒隊，繼而與車組成員司機大丹（林尚義 飾）、便衣麥兜（張達明 飾）、警花Apple（李綺紅 飾）及飯焦（陳小春 飾）一干人共事而相熟起來。但朱華標卻與飯焦因工作方式不同常常發生矛盾。另一方面，國際毒犯「教授」（于榮光 飾）早前獲同夥「小鳥」（黃秋生 飾）所救逃獄成功，於鬧市槍殺一名國際刑警總督察，華標及其好朋友阿龍（吳鎮宇 飾）湊巧在場，但過程中不幸阿龍遭教授殺害殉職。華標不管上司及同事的反對而奮力追捕，一天他們在巡邏時，華標收到消息這群罪犯要到國際刑警的總部偷取九千萬的贓款，華標正欲前往，但他們本身就有任務在身，飯焦便極力反對華標的行動。最後標還是偵破教授行動，與衝鋒隊各人上下一心，將教授等幹掉。

## 演員
| 演员         | 角色    | 备注 |
| 劉青雲       | 朱華標  | 花名「朱標」，由重案組調任港島總區衝鋒隊的警長，指揮2號衝鋒車                                                                |
| 陳小春       | 焦世雄  | 花名「飯焦」，2號衝鋒車警員，被視為Potential officer（具有成為高級警官的潛力），佩戴「花雞繩」（處長嘉許卓越表現），重視紀律 |
| 張達明       | 麥兜    | 2號衝鋒車便裝警員，槍械迷，擁有私人收藏槍械牌照                                                                              |
| 李綺虹       | Apple   | 2號衝鋒車警員，敬佩朱華標，熟悉電腦                                                                                          |
| 吳廷燁       | 關悅誠  | 有組織罪案及三合會調查科高級督察，不獲署內警員討好                                                                           |
| 于榮光       | 教授    | 國際毒犯 |
| 黃秋生       | 小鳥    | 國際毒犯，教授副手，喜歡講法語                                                                                               |
| 林尚義       | 大丹    | 2號衝鋒車司機，臨近退休的高級警員，喜愛講警察足球隊的舊事                                                                    |
| 陳展鵬       | 焦世榮  | 焦世雄弟，黑社會小頭目，實為臥底警員，因提供情報使警方拘捕黑社會頭目，在結局獲升見習督察                                     |
| 葉景文       | 劉Sir   | 港島總區衝鋒隊高級警司，因循避事的公務員心態，但對外願意力挺自己的部下                                                       |
| 吳鎮宇       | 楊智龍  | 重案組第一組高級督察，朱標前上司及好友，巧遇教授團隊犯案後進行追捕，期間遭殺害                                               |
| 谷德昭       | 董輝    | 有組織罪案及三合會調查科探員，朱華標的好友，暗中為其提供情報                                                                 |
| 陳小琨       |         | 警司 |
| 梁聰         |         | 警司 |
| Tonny Penny  |         | 警司 |
| 蘇偉南       |         | 有組織罪案及三合會調查科探員                                                                                                 |
| 梁日豪       |         | |
| 林德勝       |         | |
| 黃華和       |         | 衝鋒隊警員 |
| 黃志強       |         | 衝鋒隊警員 |
| 劉穗生       |         | 衝鋒隊警員 |
| Charles Shen |         | |
| Victor Hall  |         | |
| 馮寶文       |         | 指揮中心男警員 |
| 何科誼       |         | 電腦公司主任 |
| 段偉倫       | Richard | 國際刑警高級警官，被教授團伙槍殺並利用其斷手指紋解鎖贓物庫                                                                   |
| 李莉         | Sandra  | Richard女友，被教授團伙槍殺                                                                                                  |
| 溫國良       |         | 大廈管理員 |
| 黃成想       |         | 指揮中心督察 |
| 吳成達       |         | 貨車司機 |
| 楊容蓮       |         | 孕婦 |
| 莊域飛       |         | 有組織罪案及三合會調查科的外籍高級警官，關悅誠的上司                                                                         |
| 麥詠麟       |         | 有組織罪案及三合會調查科探員                                                                                                 |
| 莫天月       |         | 大丹妻 |
| 古炳傑       |         | |
| 魏德禮       |         | |
| 曾守明       | Simon   | 國際刑警督察 |
| 迎風         |         | |
| 黃子華       |         | 朱華標的線人 |
| 白耀燦       |         | 助理警務處長 |

## 配樂
據配樂師金培達憶述，導演陳木勝受美國電影《石破天驚》的配樂影響，要求全片塞滿重型音樂，金培達雖反對這樣處理，仍無奈執行。

## 獎項
| 頒獎典禮             | 獎項         | 名字           | 結果 |
| -------------------- | ------------ | -------------- | ---- |
| 第16屆香港電影金像獎 | 最佳電影     |                | 提名 |
| 第16屆香港電影金像獎 | 最佳導演     | 陳木勝         | 提名 |
| 第16屆香港電影金像獎 | 最佳男主角   | 劉青雲         | 提名 |
| 第16屆香港電影金像獎 | 最佳男配角   | 陳小春         | 提名 |
| 第16屆香港電影金像獎 | 最佳女配角   | 李綺虹         | 提名 |
| 第16屆香港電影金像獎 | 最佳攝影     | 黃岳泰         | 提名 |
| 第16屆香港電影金像獎 | 最佳剪接     | 張耀宗、張嘉輝 | 獲獎 |
| 第16屆香港電影金像獎 | 最佳動作設計 | 馬玉成         | 提名 |
| 第16屆香港電影金像獎 | 最佳原創音樂 | 金培達         | 提名 |
| 第33屆金馬獎         | 最佳剪輯     | 張耀宗、張嘉輝 | 獲獎 |
| 第33屆金馬獎         | 最佳動作指導 | 馬玉成         | 提名 |

## 外部連結
- 香港影庫上《衝鋒隊：怒火街頭》的資料（繁體中文）
- 開眼電影網上《衝鋒隊：怒火街頭》的資料（繁體中文）
- 豆瓣电影上《衝鋒隊：怒火街頭》的資料 （简体中文）
- 时光网上《衝鋒隊：怒火街頭》的資料（简体中文）
- AllMovie上《衝鋒隊：怒火街頭》的资料（英文）
- 爛番茄上《衝鋒隊：怒火街頭》的資料（英文）
- 互联网电影数据库（IMDb）上《衝鋒隊：怒火街頭》的资料（英文）